# La mia vita. Tentativo di autobiografia
La mia vita. Tentativo di autobiografia (in russo: Моя жизнь: Опыт автобиографии) è una delle opere di Lev Trockij, la sua autobiografia, pubblicata nel 1929 mentre si trovava in esilio in Turchia.

## Descrizione
Il libro copre i primi anni della sua giovinezza, attraversa la rivoluzione del 1905, la rivoluzione del 1917, il periodo della guerra civile, fino alla battaglia contro lo Stalinismo e alla conseguente espulsione dal partito comunista sovietico.
Lo storico Dmitri Volkogonov dichiarò che Trockij poteva dirsi orgoglioso della propria autobiografia come opera di notevole auto-analisi, oltre che di spirito immaginativo. Anche se egli la scrisse all'età relativamente giovane di quarantotto anni, poco tempo dopo la deportazione, la sua vita fino ad allora era stata già abbastanza complessa da meritarsi un resoconto.
Prima di optare per il semplice titolo La mia vita, Trockij prese in considerazione numerosi altri titoli.

## Stesura
Nel febbraio 1929, Trockij fu scortato a Istanbul dal governo sovietico, dove egli consegnò alle autorità turche una lettera nella quale affermava di essere stato lì condotto contro la propria volontà. Dopo alcuni giorni trascorsi presso l'ambasciata sovietica, venne messo in libertà vigilata e portato sull'isola di Büyükada (Prinkipo), al largo di Istanbul.
Un editore tedesco, direttore della casa editrice S. Fischer Verlag, si recò appositamente in Turchia per tentare di convincere Trockij a scrivere la sua autobiografia, e finì per essere abbastanza persuasivo da convincerlo. L'autore esitò molto nella scelta del titolo La mia vita, anche perché era da poco uscita l'autobiografia di Isadora Duncan così intitolata.
La riluttanza di Trockij all'idea di scrivere un'autobiografia, si ricollega al fatto di essere messo al centro della storia e di dover focalizzare l'attenzione sulla sua persona. Egli ammette il proprio disagio nella prefazione del libro. In una prospettiva marxista, scrivere un'autobiografia può essere una contraddizione: se si considera che l'elemento personale non è un obiettivo importante in ottica rivoluzionaria, perché si dedicano tanti sforzi ad un'opera del genere?
Egli risolse la questione mettendo in evidenza il carattere eccezionale degli eventi storici ai quali gli fu dato di partecipare e, da questo punto di vista, rende il racconto di significativo interesse politico. Trockij scrisse: "La mia attività politica cosciente - segnò l'inizio dei miei diciassette o diciotto anni - fu una lotta costante per idee precise. Non c'erano nella mia vita eventi personali che meritassero l'attenzione dell'opinione pubblica. Tutti i fatti così poco notevoli del mio passato, si collegano alla lotta rivoluzionaria. Solo questa considerazione può giustificare la pubblicazione della mia autobiografia".
Il tono dell'autobiografia è apertamente polemico. Trockij deve infatti affrontare la macchina propagandistica lanciata contro di lui da parte dell'URSS.